# Nierstraszia
Nierstraszia is een geslacht van wormmollusken uit de  familie van de Lepidomeniidae.

## Soort
- Nierstraszia fragile Heath, 1918